# Elvis Country (I'm 10,000 Years Old)
Elvis Country (I'm 10,000 Years Old) es el cuadragésimo primer álbum de estudio del músico y cantante estadounidense Elvis Presley, publicado por la compañía discográfica RCA Victor en enero de 1971. Fue grabado en el RCA Studio B de Nashville, Tennessee y alcanzó el puesto doce en la lista estadounidense Billboard 200 y el seis en el Reino Unido. Fue certificado disco de oro por la Recording Industry Association of America en 1977. 
El primer sencillo, «I Really Don't Want to Know», con «There Goes My Everything» como cara B, fue publicado el 8 de diciembre de 1970 y llegó al puesto veintiuno de la lista Billboard Hot 100, así como al segundo puesto en la lista Adult Contemporary y al 23 en la de country.
La canción Whole Lotta Shakin' Goin' On ("Hay mucha agitación") se convertiría en uno de los temas recurrentes de las actuaciones en vivo de Elvis, cantándola en medley con Long Tall Sally ("Sally la lunga"). 

## Contenido
El álbum fue grabado durante cinco días de sesiones en junio de 1970 que produjeron un total de 35 canciones. Presley interpretó cada canción «en directo», grabando su parte vocal en la misma toma que el grupo tocaba los instrumentos. Ocho de las canciones de las sesiones fueron publicadas dos meses antes, en noviembre de 1970, en el álbum That's the Way It Is. Durante las sesiones, Presley y el productor Felton Jarvis se dieron cuenta de que tenían varias canciones country, y decidieron grabar varias más para crear un álbum completo de material country. Necesitado de otras dos canciones, Elvis volvió al mismo estudio en septiembre, donde grabó «Snowbird» y una única toma de «Whole Lotta Shakin' Goin' On».
Junto con sus álbumes Elvis, Elvis' Christmas Album, Elvis Is Back! y From Elvis in Memphis, Elvis Country es uno de los pocos trabajos cohesivos de Presley, lo más cercano a un álbum conceptual. Tras la grabación de Elvis Country, Presley volvió a su práctica habitual de grabar un lote aparentemente aleatorio de canciones en cada regreso al estudio de grabación, dejando que su productor lo ensamblase en distintos álbumes.
En junio de 2004, RCA reeditó el álbum en disco compacto conseis temas extra. Tres de las canciones habían sido publicadas previamente en el disco Love Letters from Elvis. Las otras fueron la cara B «Where Did They Go, Lord?», que apareció por primera vez en el recopilatorio He Walks Beside Me, y una versión de «I Was Born About Ten Thousand Years Ago», publicada posteriormente en Elvis Now.

## Lista de canciones
| Cara A |                                |                                       |          |  |
| N.º    | Título                         | Escritor(es)                          | Duración |  |
| 1.     | «Snowbird»                     | Gene MacLellan                        | 2:20     |  |
| 2.     | «Tomorrow Never Comes»         | Johnny Bond, Ernest Tubb              | 4:07     |  |
| 3.     | «Little Cabin on the Hill»     | Bill Monroe, Lester Flatt             | 2:00     |  |
| 4.     | «Whole Lotta Shakin' Goin' On» | Dave "Curly" Williams and Sunny David | 3:10     |  |
| 5.     | «Funny How Time Slips Away»    | Willie Nelson                         | 4:32     |  |
| 6.     | «I Really Don't Want to Know»  | Howard Barnes, Don Robertson          | 3:00     |  |

| Cara B |                                    |                              |          |  |
| N.º    | Título                             | Escritor(es)                 | Duración |  |
| 1.     | «There Goes My Everything»         | Dallas Frazier               | 3:12     |  |
| 2.     | «It's Your Baby You Rock It»       | Shirl Milete and Nora Fowler | 3:03     |  |
| 3.     | «The Fool»                         | Naomi Ford, Lee Hazlewood    | 2:34     |  |
| 4.     | «Faded Love»                       | Bob Wills, Johnnie Lee Wills | 3:20     |  |
| 5.     | «I Washed My Hands In Muddy Water» | Joe Babcock                  | 3:57     |  |
| 6.     | «Make the World Go Away»           | Hank Cochran                 | 3:50     |  |

| Temas extra (reedición de 2000) |                                                   |                                              |          |  |
| N.º                             | Título                                            | Escritor(es)                                 | Duración |  |
| 13.                             | «It Ain't No Big Thing (But It's Growing)»        | Shorty Hall, Alice Joy Merritt, Neal Merritt | 2:47     |  |
| 14.                             | «A Hundred Years From Now»                        | Lester Flatt, Earl Scruggs                   | 1:40     |  |
| 15.                             | «If I Were You»                                   | Gerald Nelson                                | 3:01     |  |
| 16.                             | «Got My Mojo Working»/«Keep Your Hands Off of It» | Preston Foster, Elvis Presley                | 4:34     |  |
| 17.                             | «Where Did They Go, Lord»                         | Dallas Frazier, A.L. "Doodle" Owens          | 2:27     |  |
| 18.                             | «I Was Born About Ten Thousand Years Ago»         | Tradicional                                  | 3:13     |  |

## Personal
- Elvis Presley – voz, guitarra
- James Burton – guitarra
- Chip Young – guitarra
- Eddie Hinton – guitarra
- Harold Bradley – guitarra
- David Briggs – teclados
- Norbert Putnam – bajo
- Jerry Carrigan – batería
- Farrell Morris – percusión
- Weldon Myrick – pedal steel guitar
- Bobby Thompson – banjo (en "Little Cabin on the Hill")
- Buddy Spicher – violín (en "Little Cabin on the Hill")
- The Imperials – coros
- The Jordanaires – coros
- Joe Babcock – coros
- Millie Kirkham – coros
- Mary Holladay – coros
- Ginger Holladay – coros
- June Page – coros
- Sonja Montgomery – coros
- Dolores Edgin – coros
- Mary Greene – coros
- Temple Riser – coros
- Cam Mullins – orquestación
- Don Tweedy – orquestación
- Bergen White – orquestación [3]

## Posición en listas
| País           | Lista                | Posición |
| -------------- | -------------------- | -------- |
| Estados Unidos | Billboard Pop Albums | 12       |